# Лёринц, Мартон
Мартон Лёринц (венг. Lőrincz Márton; 26 октября 1911 — 1 августа 1969) — венгерский борец, олимпийский чемпион.
Мартон Лёринц родился в 1911 году в Коронде (современный Корунд в румынском жудеце Харгита). Его отец погиб в годы Первой мировой войны, и мать повторно вышла замуж.
В 1934 году Мартон Лёринц стал чемпионом Венгрии по правилам греко-римской борьбы, и выиграл чемпионат Европы по правилам вольной борьбы. В 1935 году он стал чемпионом Венгрии по правилам уже вольной борьбы, а на чемпионате Европы по правилам вольной борьбы завоевал серебряную медаль (по правилам греко-римской борьбы он смог на чемпионате Европы стать лишь шестым). В 1936 году на Олимпийских играх в Берлине Мартон Лёринц завоевал золотую медаль в греко-римской борьбе.
После Второй мировой войны Мартон Лёринц уехал в Южную Америку.